# Charles Van den Ouwelant
Charles Van den Ouwelant (Zundert, 3 luglio 1911 – Butuan, 22 agosto 2003) è stato un missionario e vescovo cattolico olandese.

## Biografia
Abbracciò la vita religiosa tra i Missionari del Sacro Cuore di Gesù della provincia olandese e si preparò all'apostolato missionario. Emise i voti il 21 settembre 1931 e fu ordinato prete il 10 agosto 1936.
Nel 1937 raggiunse le missioni nelle Filippine, dove trascorse il resto della sua vita.
Dal 12 dicembre 1953 fu amministratore apostolico della diocesi di Surigao. Fu vescovo di quella sede dal 1955 al 1973: fondò la congregazione indigena delle Missionarie di Maria; prese parte al Concilio Vaticano II.
Lasciata la guida della diocesi, fu nominato vicario generale dell'arcidiocesi di Davao.
Trascorse gli ultimi anni della sua vita a Butuan.

## Genealogia episcopale
La genealogia episcopale è:
- Cardinale Scipione Rebiba
- Cardinale Giulio Antonio Santori
- Cardinale Girolamo Bernerio, O.P.
- Arcivescovo Galeazzo Sanvitale
- Cardinale Ludovico Ludovisi
- Cardinale Luigi Caetani
- Cardinale Ulderico Carpegna
- Cardinale Paluzzo Paluzzi Altieri degli Albertoni
- Cardinale Gaspare Carpegna
- Cardinale Fabrizio Paolucci
- Cardinale Francesco Barberini
- Cardinale Annibale Albani
- Cardinale Federico Marcello Lante Montefeltro della Rovere
- Vescovo Charles Walmesley, O.S.B.
- Arcivescovo John Carroll, S.I.
- Cardinale Jean-Louis Anne Madelain Lefebvre de Cheverus
- Arcivescovo Ambrose Maréchal, P.S.S.
- Vescovo John Dubois, P.S.S.
- Arcivescovo John Joseph Hughes
- Cardinale John McCloskey
- Arcivescovo Michael Augustine Corrigan
- Cardinale John Murphy Farley
- Cardinale Patrick Joseph Hayes
- Arcivescovo James Thomas Gibbons Hayes, S.I.
- Vescovo Charles Van den Ouwelant, M.S.C.